# 顺直
顺直或顺直省是中国近代历史中的地名，存在于清末至民国期间。其地理位置大致相当于今天的河北和天津、北京的主要地区，也包括山西、河南、山东、内蒙古的一小部分。清代在此设立直隶省和顺天府，因此后人们就用“顺直”来称呼这一带地区。因直隶省的划分随时代变迁，顺直省的区域也不固定。

## 相关机构
19世纪初，清朝曾设立顺直咨议局。
1920年代，中国共产党曾于此建立“顺直省委”，包括北京、天津、河北、山西、察哈尔、热河、绥远、豫北、鲁西和陕北等广大地区党组织。